# Baron Ede Illés
Baron Ede Illés, született Baron Éliás (Óbuda, 1857. december 12. – Budapest, Józsefváros, 1940. szeptember 9.) újságíró, lapszerkesztő, szociáldemokrata vezető, Lénárt István gyártásvezető nagyapja.

## Élete
Baron Sámuel házaló és Kohn Regina tizenharmadik gyermekeként született. Kékfestőnek tanult az óbudai Goldberger Textilgyárban, majd nyolc évet külföldön töltött, ahol megismerkedett a marxista eszmékkel. Hazatérése után a fővárosban telepedett le, ahol vendéglőt nyitott. 1890-ben részt vett a Magyarországi Szociáldemokrata Párt megalapításában. 1896-ban tagja lett a párt vezetőségének. 1897-től a Volksstimmének, a Szociáldemokrata Párt német nyelvű lapjának szerkesztője lett. A Felsőerdősor 25. szám alatti vendéglője gyakran volt színhelye munkásgyűléseknek, ezért megfigyelés alatt tartották. 1898-ban mint a párt agitátorát és vezetőségi tagját vád alá helyezték. 1906-ban a Torontál vármegyei szociáldemokrata párt titkárának választották. Egy évvel később Temesvárra küldték, majd pedig a bányászok megszervezésével bízták meg és 1911-től egészen a Tanácsköztársaságig a német pártlapot szerkesztette és a magyarországi német szociáldemokrata csoport teendőit látta el. Ezután szembaja miatt vissza kellett vonulnia. Több röpiraton kívül megírta a Közgazdasági Lexikonban a magyarországi munkásmozgalom történetét. Munkatársa volt a Szocializmusnak. Visszaemlékezései a Népszavában jelentek meg.
Felesége Popper Hermina (1862–1910) volt, akivel huszonnégy évig élt házasságban. Két fiuk az első világháborúban szerzett sebesüléseik következtében vesztették életüket.
- Baron Sándor (1887–?)
- Baron Géza (1888–1915) kereskedő segéd.
- Baron Margit (1889–1968).[4] Férje Lőwinger Vilmos (1868–1932) újságíró (elváltak).
- Baron Ferenc (1891–1920) lapszerkesztő. Felesége Steiner Katalin.
- Baron Lajos (1892–1894)
- Baron Jolán (1895–?). Férje Donat Árpád (1890–?) kereskedelmi utazó.

A Kozma utcai izraelita temetőben nyugszik.